# 케니 베이커

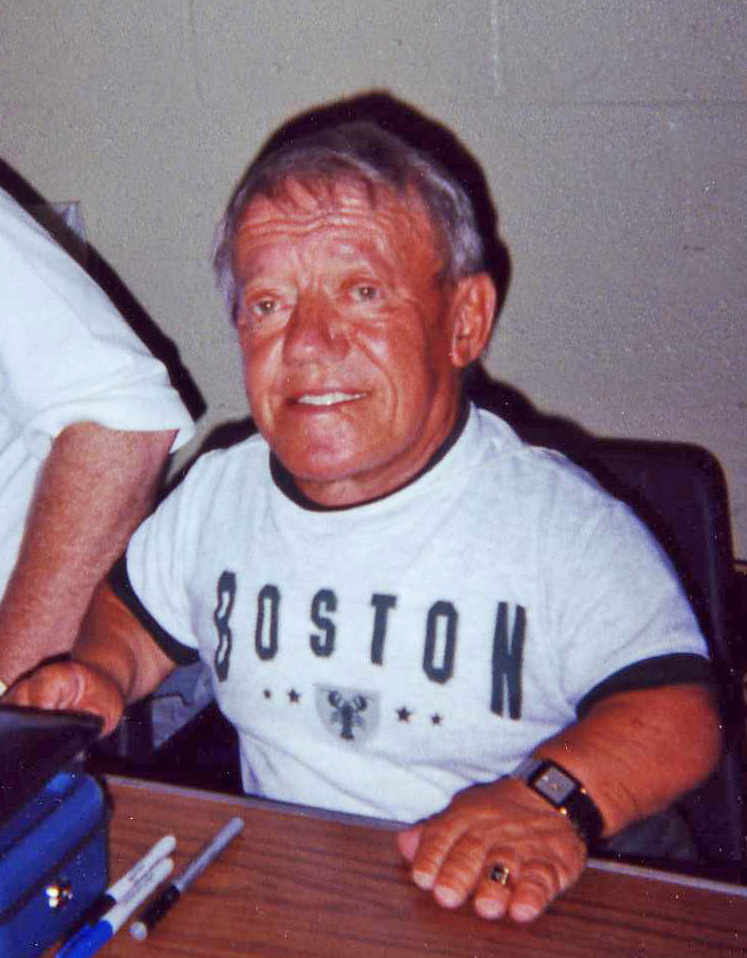
케니 베이커

케니 베이커(Kenny Baker, 1934년 8월 24일 ~ 2016년 8월 13일)는 영국 출신 배우이다. 《스타 워즈》시리즈에서 R2-D2를 연기한 것으로 잘 알려져 있다.

## 작품

### 스타 워즈
- 에피소드 IV 새로운 희망 (1977년) : R2-D2
- 에피소드 V 제국의 역습 (1980년) : R2-D2
- 에피소드 VI 제다이의 귀환 (1983년) : R2-D2 / 파풀루
- 에피소드 I 보이지 않는 위험 (1999년) : R2-D2
- 에피소드 II 클론의 습격 (2002년) : R2-D2
- 에피소드 III 시스의 복수 (2005년) : R2-D2
- 에피소드 VII 깨어난 포스 (2015년) : R2-D2